# Альмейда-де-Саяго
Альмейда-де-Саяго (ісп. Almeida de Sayago) — муніципалітет в Іспанії, у складі автономної спільноти Кастилія-і-Леон, у провінції Самора. Населення — 554 особи (2010).
Муніципалітет розташований на відстані близько 220 км на північний захід від Мадрида, 37 км на південний захід від Самори.
На території муніципалітету розташовані такі населені пункти: (дані про населення за 2010 рік)
- Альмейда-де-Саяго: 524 особи
- Ескуадро: 30 осіб

## Демографія
Динаміка населення (INE ):